# Agrochola statira
Agrochola statira là một loài bướm đêm trong họ Noctuidae.